# RUM-139 VL-Asroc
RUM-139 VLA  (съкр. на английски: Vertical Launch ASROC (където, на свой ред ASROC e прието в САЩ съкращение на термина Anti-Submarine ROCket – Противолодъчна ракета с вертикален пуск) е американска противолодъчна ракета, модификация на ракетата RUR-5 ASROC, използваща като пускова установка универсалната УВП Mk 41. Тя е основно средство за поразяване на подводници от надводните кораби на американските ВМС. Използва се и във ВМС на някои други страни.

## История на създаването
Разработката на ракетата започва през 1983 г., когато фирмата „Гудиър Аероспейс“ (Goodyear Aerospace) получава договор от ВМФ на САЩ за противолодъчна ракета с надводно базиране, съвместима с установката за вертикален пуск (УВП) Mk 41. Проектирането върви много бавно и продължава до 1996 г. За това време, през 1986 г., компанията „Гудиър Аероспейс“ е погълната от компанията „Лорал“ (Loral), а тя на свой ред – от компанията „Локхийд Мартин“ през 1995 г.
Очаква се приемането на VLA на въоръжение през 1989 г., обаче през 1988 г., като единно противолодъчно оръжие за надводни кораби и подводни лодки е приета ракетата „Сий Ланс“. Въпреки това, през 1990, разработката на „Сий Ланс“ е прекратена, и проектът VLA е продължен.
Главната задача на разработчиците е да се увеличи далечината на стрелба до радиуса на засичане на новия сонар AN/SQS-53 (13,5 км) при по-масивна бойна част (противолодъчните торпеда Mark 46 или Mark 50).

## Конструкция на пусковата установка
Като пускова установка се използва универсалната УВП Mk 41.
С минимални модификации ракетата може да се изстрелва от релсовата пускова установка Mk 26 и от контейнерната пускова установка Mk 112.

## Управление на стрелбата
Управление стрелбата се осъществява с помощта на бойната информационна система (на английски: ASW Combat System – ASWCS) SQQ-89.
Тя включва в себе си системата за управление на подводната стрелба (на английски: Underwater Fire Control System – UFCS) Mk 116 Mod 6 или Mod 7, устройство за обмен на данните с БИУС на кораба, стационарният сонар AN/SQS-53 (първично устройство за целеуказание), буксируем сонар AN/SQR-19, сигнален процесор AN/SQQ-28 за обработка на данните от хидроакустичните буеве, предавани чрез вертолет със системата LAMPS Mk III (на английски: Light Airborne Multi-Purpose System).

## Конструкция на ракетата
Основата на системата за управление съставлява цифров автопилот (на английски: digital autopilot, DAC), който се използва за управление на вектора на тягата, за да изведе ракетата на необходимия ъгъл на възвишение (40° в началния участък, 29° на маршевия). За целите на снижаването на влиянието на отклонението от вятъра при големи височини траекторията на ракетата се прави по-полегата. Както и в класическия ASROC далечината на полета се регулира с изключването на двигателя и отделянето на бойната част в нужната точка от траекторията.
Ракетата се поставя в транспортно-пусковия контейнер Mk 15 Mod 0 VLS, който изключва необходимостта от провеждане на техническо обслужване на борда на кораба.

## Производство
Започвайки от 1993 г. фирмата „Локхийд Мартин“ е произвела над 900 единици VLA.

## Модернизация
В първите комплекси VLA се използва състоящата на въоръжение ракета RUR-5 АСРОК с модернизирани твърдогоривен ускорител и цифрова система за насочване. Като бойна част тя носи самонасочващото се противолодъчно торпедо Mk 46, което в определена точка от траекторията се пуска с парашут. От 1996 г. ракетата е заменена с новата RUM-139A, а след това с RUM-139B.
Предлага се да се замени торпедото Mk 46 с Mk 50, обаче предложението е отклонено.
Във връзка с появата на концепцията за мрежовоцентрични бойни действия (net-centric warfare operations) се планира да се увеличи далечината на стрелба 4 – 5 пъти във версията VLA-ER (на английски: VLA Extended Range), за сметка на въвеждане на аеродинамични носещи елементи. Предполага се, че на тази модификация ще бъдат подложени 90% от намиращите се на въоръжение VLA. Планира се също създаването на унифицирана ракета за корабно и въздушно базиране CLAW (на английски: Common Launch Anti-submarine Weapon).

## Тактика за използване
След старта ракетата е автономна и нейната траектория не се коригира от носителя. Далечината на стрелба се определя от времето на горене на твърдогоривния заряд на маршевия двигател, което се въвежда в реле за време преди пуска. В разчетната точка от траекторията се отделя маршевия двигател и се разтваря парашута, осигуряващ забавянето и приводняването на торпедото. При входа във водата се отделя парашута и се пуска двигателя на торпедото, което започва търсене на целта.

## Кораби – носители
- Ракетни крайцери тип „Тикондерога“
- Разрушители тип „Арли Бърк“
- Разрушители тип „Атаго“
- Разрушители тип „Конго“
- Разрушители тип „Зумвалт“
- Разрушители тип „Мая“